# Johannes Weigelt
Johannes Weigelt (* 24. Juli 1890 in Reppen; † 22. April 1948 in Klein-Gerau) war ein deutscher Paläontologe und Geologe.

## Forschung und Lehre
Nach Beendigung seiner Schulzeit, die er in Halle und Blankenburg verlebte, studierte Weigelt an der Universität Halle Naturwissenschaften sowie Prähistorie. Im Jahr 1913 wurde er dort Assistent am Geographischen Institut. Bereits ein Jahr später, 1914, verfasste er eine geologisch-archäologische Arbeit, wurde jedoch aufgrund des Ausbruchs des Ersten Weltkriegs und seiner freiwilligen Teilnahme an diesem erst im Dezember 1917 promoviert. Bereits ein Jahr nach seiner Promotion habilitierte sich Weigelt 1918 mit einer geologisch-paläontologischen Arbeit. In der Folge wurde er Sammlungsassistent am Geologischen Institut der Universität Halle.
1924 wurde er zum außerordentlichen Professor ernannt, erhielt 1926 einen Lehrauftrag an der Universität Greifswald, wo er im Jahr 1928 ordentlicher Professor für Geologie und Paläontologie wurde. Ein Jahr später, im Jahr 1929 wurde Weigelt Ordinarius für Geologie und Paläontologie an der Universität Halle und damit Nachfolger seines früheren wissenschaftlichen Ziehvaters Johannes Walther.
Von 1932 bis 1942 war Weigelt Vizepräsident der Deutschen Akademie der Naturforscher Leopoldina. 1933 trat er in die NSDAP ein (Mitgliedsnummer 2.255.659), war Mitglied der SA und wurde 1934 auch Mitglied des NS-Lehrerbundes. Im gleichen Jahr ehrte ihn die Leopoldina für besonders wichtige naturwissenschaftliche Arbeit mit der Cothenius-Medaille. Weigelt wurde mehrfach mit hohen Orden des nationalsozialistischen Regimes ausgezeichnet und wurde noch 1945 zum Gaudozentenführer ernannt. Innerhalb der Leopoldina wurde er 1932 Vizepräsident und galt dort als Überwacher von Seiten der NSDAP.
Von November 1936 bis Januar 1945 war er Rektor der Universität Halle und trieb deren Umgestaltung im Sinne der Rüstungspolitik und der nationalsozialistischen Ideologie voran. Daneben wirkte er als Berater bei der Vierjahresplanbehörde und erschloss Erzlager für die Reichswerke Hermann Göring in Salzgitter. 1937 wurde er Vorsitzender der Paläontologischen Gesellschaft und 1940 als Nachfolger von Gottlob Linck Vorsitzender des Thüringischen Geologischen Vereins. Seit 1939 war er zusätzlich einer der Herausgeber der Zeitschrift Der Biologe, die vom SS-Ahnenerbe übernommen worden war.
Nach Ende des Zweiten Weltkriegs wurde er in Hessen mit einer Geldauflage entnazifiziert, erhielt aber keine Anstellung mehr.

## Auslandsaufenthalte und Forschungsreisen
Zwischen 1923 und 1928 führte er in verschiedenen europäischen Ländern, etwa Rumänien und Schweden, sowie den USA geologische Erkundungen durch.
In den USA, genauer am Smithers Lake in Texas, führte Professor Weigelt intensive Sedimentgrabungen und Untersuchungen an rezenten Tierkadavern durch und konnte anhand dieser Ergebnisse später bei paläobiologischen Funden im deutschen Geiseltal Rückschlüsse auf die herrschenden Bedingungen zwischen Ableben und Einbettung in die lokalen Sedimente ziehen. Die Fülle seiner Forschungsergebnisse führten im Jahr 1933 zur Begründung der Biostratonomie, welche heute Biostratinomie (Lehre von der Einlagerung vorzeitlicher Lebewesen in Sedimentgesteine) genannt wird.
Das Geiseltalmuseum (Museum für Mitteldeutsche Erdgeschichte) in Halle (Saale) wurde von ihm im Jahr 1934 gegründet. Hiermit schuf er eine Sammlungs- und Forschungsstätte, die eine Vielzahl von Objekten im Kontext ihrer Fundzusammenhänge zeigen.

## Mitgliedschaft in wissenschaftlichen Akademien
- 1926 Deutsche Akademie der Naturforscher Leopoldina
- 1936 Sächsische Akademie der Wissenschaften
- 1941 Preußische Akademie der Wissenschaften

## Schriften
- Rezente Wirbeltierleichen und ihre paläobiologische Bedeutung (1927)
- Die Pflanzenreste des mitteldeutschen Kupferschiefers und ihre Einschaltung ins Sediment – eine palökologische Studie. (1928)